# ピエール・ブーゲ

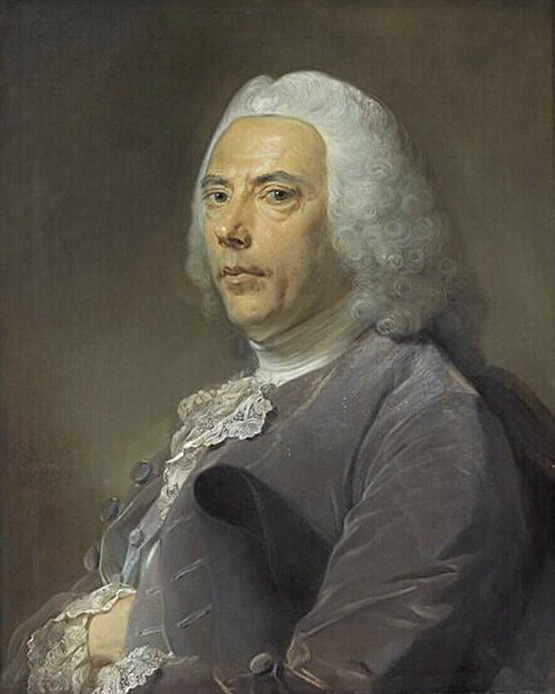
ピエール・ブーゲ

ピエール・ブーゲ（Pierre Bouguer、1698年2月16日 – 1758年8月15日）は、フランスの数学者、天文学者であり、造船工学の先駆者である。
父親のジャン・ブーゲも当時の有力な水路学者であった。1713年に父親の跡を継いで、水路学の教授に任じられた。光学の分野で、光量測定の実験を行い、1729年に "Essai d'optique, sur la gradation de la lumière"（『光の段階について光学論考』）を著し、この中で、大気中を通過する光の量の吸収を論じ、いわゆるランベルト・ベールの法則の最初の発見者となった。ヘリオメーターの発明者でもある。
1734年、著書の中で記号としての≦を初めて使用した。
1735年、地球の形状を調査するために、高緯度のラップランド（トルネ谷）と赤道付近のペルー（現在のエクアドル）の子午線弧長測量を科学アカデミーが実施した時、ブーゲはシャルル＝マリー・ド・ラ・コンダミーヌらとペルー測量隊に加わった。その成果は1749年に "La figure de la terre: déterminée par les observations de messieurs" として発表された。ペルーでの測量時に山脈の質量の重力に及ぼす影響が計算より小さいことを見出した。この現象はブーゲー異常と呼ばれる。
1746年に最初の造船工学(naval architecture)に関する著書 "Traité du navire, de sa construction et de ses mouvemens" を著し、その中で船の安定性をきめるメタセンター（非傾斜時の浮力作用線と傾斜後の浮力作用線との交点）について論じた。『造船工学の父』とも呼ばれる。